# Hellested Sogn
Hellested Sogn er et sogn i Tryggevælde Provsti (Roskilde Stift).
I 1800-tallet var Hellested Sogn et selvstændigt pastorat. Det hørte til Stevns Herred i Præstø Amt. Hellested sognekommune blev ved kommunalreformen i 1970 indlemmet i Stevns Kommune.
I Hellested Sogn ligger Hellested Kirke.
I Hellested Sogn findes følgende autoriserede stednavne:
- Arnøje (bebyggelse, ejerlav)
- Barup (bebyggelse, ejerlav)
- Bolskov (areal, bebyggelse)
- Hellested (bebyggelse, ejerlav)
- Hellested Overdrev (bebyggelse)
- Hellested Præstemark (bebyggelse)
- Juellinge (ejerlav, landbrugsejendom)
- Juellinge Møllehuse (bebyggelse)
- Møllehuse (bebyggelse)
- Nyby (bebyggelse)
- Risby (bebyggelse)
- Sandgrav (bebyggelse)
- Stubbekrogen (bebyggelse)
- Tåstrup (bebyggelse, ejerlav)
- Tåstrup Overdrev (bebyggelse)
- Valby (bebyggelse)